# Noel Kaletsky
Noel M. Kaletsky (* 10. August 1937; † 30. Mai 2023 in Clinton (Connecticut)) war ein US-amerikanischer Jazzmusiker (Alt-, Sopran-, Tenorsaxophon, Klarinette) des Dixieland.

## Leben und Wirken
Kaletsky wuchs in New Haven, Connecticut, auf, wo er öffentliche Schulen besuchte. Anschließend trat er in die US-Armee ein und diente von Oktober 1961 bis September 1967 u. a. in der Armeekapelle. Bereits während seiner Hochschulausbildung betätigte er sich als Musiker. 1968 erwarb er den Bachelor in Psychologie an der Quinnipiac University, gefolgt 1972 von einem Masterabschluss in persönlicher Betreuung und Beratung an der University of Bridgeport. Er unterrichtete mehrere Jahre im Bereich Sonderpädagogik an der Aces School in Hamden, Connecticut.
Bereits als Kind fühlte sich Kaletsky zur Musik hingezogen; er lernte Gitarre, Klavier und viele andere Instrumente, und wollte zunächst professionell Schlagzeug spielen, bis ihm sein Vater seine erste Klarinette schenkte. Später wurden Alt- und Tenorsaxophon seine Hauptinstrumente. In den 1960 bis 1980er Jahren spielte er als semi-professioneller Musiker in vielen Bands vorwiegend in Neuengland. Schließlich gab er nach seiner Heirat den Lehrberuf auf und widmete sich ganz seiner Karriere als Musiker. U. a. spielte er seitdem mit Bill’s Seafood Jazz All Stars, Galvanized Jazz Band, Bearcats Jazz Band, Jean Kittrell’s Jazz Incredibles und Tex Wyndham’s Rent Party Revelers, Hot Cats Jazz Band und den Saint Louis Riverman. Des Weiteren trat er mit Jeff Barnharts und Joel Schiavones House-Party-Bands auf.
Im Eigenverlag legte Kaletsky die Alben It's About Time und Ham On Rye vor; darauf interpretierte er Standards wie „I Got Rhythm“, „If I Had You“, „Everybody Loves My Baby“ und „Di You Know What It Means to Miss New Orleans“. Mit Jimmy Mazzy (Banjo) und Scott Philbrick (Kornett) veröffentlichte er My Private Affair (2004). Außerdem nahm Kaletsky mit Howard Alden, Dirck Spicer und The Galvanized Jazz Band das Album Airmail Special auf; weitere Aufnahmen entstanden mit der Hot Cat Jazz Band (wie Hot Cats in Heat, 1993) und The Rent Party Revellers (Meat Cuttin’ Blues, auf G.H.B. Records, 2001).